# Juda Littwak
Juda Littwak (Lupt in Litouwen, 1764 - Amsterdam, 1836) was een actief lid van de Joodse patriottenclub Felix Libertate in Amsterdam. In 1807 was hij een van de afgevaardigden van de Nieuwe Gemeente naar het Grand Sanhedrin in Parijs. Hij vergezelde daar zijn schoonvader Hartog de Hartog Lémon wiens dochter Marianne hij in 1794 in Amsterdam huwde. Wanneer de Pools-Litouwse immigrant in Amsterdam arriveerde weten wij niet.
Littwak bewoog zich in Amsterdam in de kring van de Haskalah, de vooruitstrevende Joden die de verlichting omarmden en het gezelschap Felix Libertate. Hij was een wiskundige en stond bekend om zijn voortreffelijke kennis van het Hebreeuws.
David Friedrichsfeld, Hermanus Bromet, Jacob Sasportas, Joachim van Embden, Moses Salomon Asser,
Juda Littwak en Hartog de Hartog Lémon vormden een kring van verlichte Joden en aanhangers van de Franse Revolutie die ook in Nederland de Joodse bevolking burgerrechten bracht.
Toen een groep verlichte joden zich in 1798 afscheidde van de Oude Hoogduitse Gemeente afsplitste omdat de bestuurders niet wilden toestaan dat de Verklaring van de rechten van de Burger en de Mens door zijn schoonvader in de synagoge werd voorgelezen sloot Littwak zich aan bij de nieuw ontstane gemeente Adath Jessurun. In 1807 was Littwak een van de drie afgevaardigden van de Nieuwe Gemeente voor het door Napoleon bijeengeroepen Grand Sanhedrin te Parijs. De andere twee waren Carel Asser en schoonpappa Hartog de Lémon. De leden van de Nieuwe Gemeente waren zeer enthousiast over de uitnodiging voor het vormen van een nieuw Sanhedrin. Zij zagen het als bewijs dat hun Amsterdamse Nieuwe Gemeente als een volwaardige joodse gemeente werd beschouwd. In Parijs aangekomen bleken zij alleen als ereleden de zittingen bij te mogen wonen en zij hadden niet het recht aan de beraadslagingen deel te nemen. De drie afgevaardigden hebben pas op de laatste zitting van de voorbereidende Algemene Joodse Vergadering op 9 maart 1807 een redevoering gehouden. Asser en De Lémon deden dat in het Frans, terwijl Littwak zijn rede in het Hebreeuws hield. Hij excuseerde zich hiervoor met het motief dat hij de Franse taal niet machtig was. Van het voorziene Sanhedrin kwam, omdat het Franse Keizerrijk in te veel oorlogen verwikkeld was, niets. Over de laatste jaren van het leven van Juda Littwak zijn geen bijzonderheden bekend.